# Sudur
Sudur è un comune dell'Azerbaigian situato nel distretto di Qusar. Conta una popolazione di 568 abitanti.